# George Ntafu
Andrew George Nga Ntafu (* 1942 auf der Insel Likoma, Nyassaland; † 20. Oktober 2015 in Blantyre, Malawi) war ein malawischer Politiker, der mehrmals Minister war.

## Leben
Ntafu, der auf der kleinen Insel im Malawisee liegenden Insel Likoma geboren wurde, war nach einem Studium der Medizin der erste Arzt für Neurochirurgie seines Heimatlandes. Nach der Abwahl des ersten Präsidenten der Republik Malawi Hastings Kamuzu Banda nach dreißigjähriger Amtszeit bei den ersten Mehrparteienwahlen in der Geschichte Malawis am 17. Mai 1994 wurde er 1994 vom neuen Staatspräsidenten Bakili Muluzi zunächst zum Minister für Gesundheit und Umwelt in die Regierung berufen. Nach einer Kabinettsumbildung war er zwischen 1995 und 1996 Minister für Transport und Zivilluftfahrt. 
Am 2. Mai 1996 bildete Präsident Bakili Muluzi sein Kabinett um, woraufhin der Zweite Vizepräsident Chakufwa Chihana und drei weitere führende Minister ihre Ämter verloren. Der bisherige Außenminister Edward Bwanali übernahm das Ministerium für Bewässerung und Wasserentwicklung, während der George Ntafu neuer Außenminister wurde. Bereits nach einjähriger Amtszeit wurde er jedoch 1997 als Außenminister von Mapopa Chipeta abgelöst. 1999 kehrte er ins Kabinett von Präsident Muluzi zurück und fungierte zuerst als Minister für Tourismus, Nationalparks und Wildtiere sowie im Anschluss von 2000 bis zum Ende von Muluzis Amtszeit 2004 als Minister für Bildung, Wissenschaft und Technologie.
Am 20. Oktober 2015 kam Ntafu bei einem Straßenverkehrsunfall ums Leben.

## Weblink
- Eintrag in rulers.org